# Platycentrus taurinus
Platycentrus taurinus är en insektsart som beskrevs av Ball. Platycentrus taurinus ingår i släktet Platycentrus och familjen hornstritar. Inga underarter finns listade i Catalogue of Life.